# Goma cassia

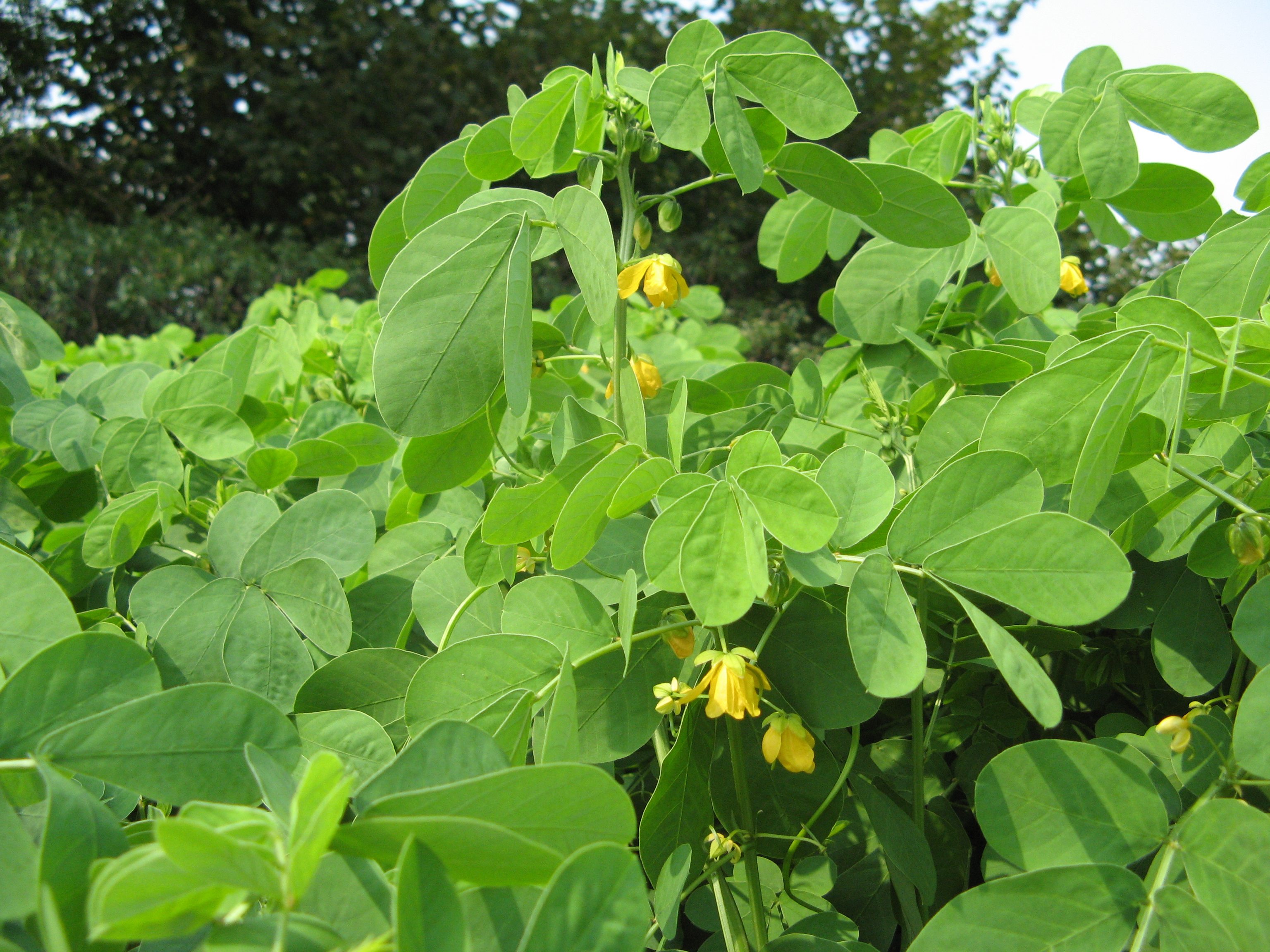
La Senna obtusifolia de donde se obtiene goma cassia.

Goma cassia es un aditivo alimentario a partir del endospermo de Senna obtusifolia (también denominada Cassia tora). Se utiliza como un espesante y agente gelificante, y tiene el número E427 o E499.
Goma cassia es utilizada principalmente en aplicaciones de alimentos para mascotas. En la UE, la goma cassia se aprueba como aditivo alimentario E-427. Está aprobado en Japón, China y Australia. En Rusia (y tal vez otros países del Este) la goma cassia se puede utilizar con permiso especial (registro) con las autoridades por el usuario final.
La aprobación ya se ha obtenido en Francia, Bélgica y Austria para aplicaciones en alimentos humanos. La aprobación completa de la UE se espera para finales de 2009.
En junio de 2008, la empresa de especialidad Lubrizol Advanced Material presentó una petición a la Administración de Alimentos y Medicamentos de EE. UU. que propone que las normas alimentarias puedan modificarse para permitir el uso de la goma cassia como estabilizador en postres lácteos congelados. La aprobación en los EE. UU. aún está pendiente, sin ninguna indicación clara de cuándo se puede obtener. 
La Goma cassia  no está aprobado para el consumo humano, sino solo para los alimentos para mascotas. Un grado químicamente modificado se utiliza en productos de cuidado personal.

## Composición

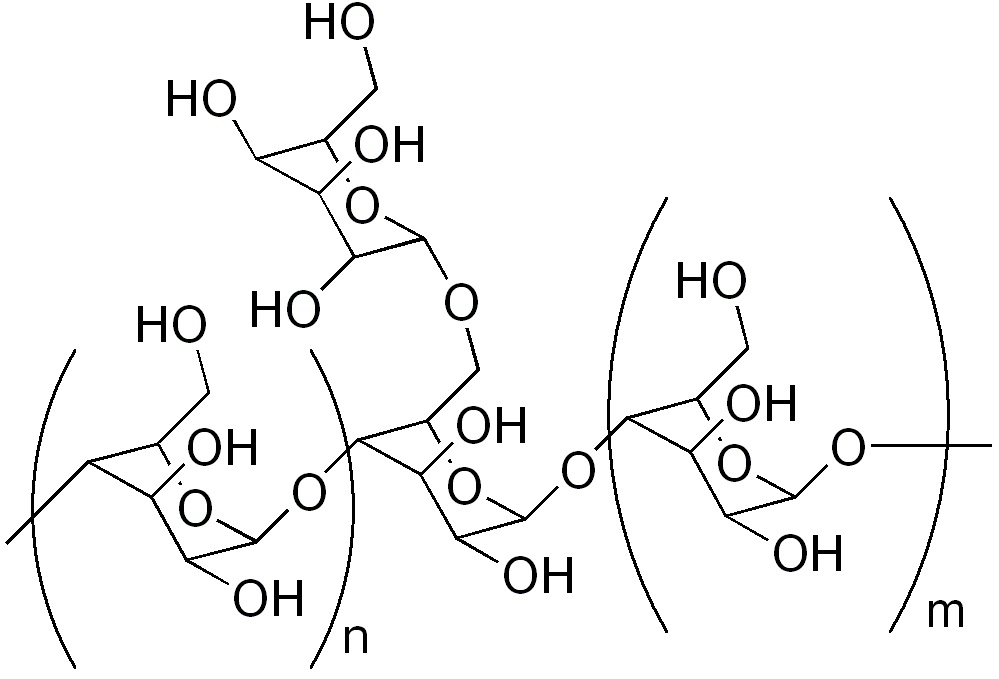
Estructura del galactomanano.

Es un polisacárido de tipo galactomanano tal como la goma de guar y goma de tara. Se compone de una cadena lineal de monómeros de manosa unidos entre sí por un enlace glicosídico del tipo β (1 → 4) a la que están conectados todos en torno a cinco unidades de manosa a través de un enlace de tipo glucósido α (1 → 6) , una unidad de galactosa. Esto da una proporción de manosa y galactosa 5 a 1.
Su número CAS es 51434-18-5 .
- Datos: Q3110379